# OM 469F
L'OM 469 F est, à l'origine, un châssis pour véhicule utilitaire dérivé de celui de la voiture OM 469, lancée en 1920 par le constructeur italien OM.

## Histoire
La "Società Anonima Officine Meccaniche" a été créée en 1899 à Milan. C'est le résultat de la fusion de deux grosses entreprises spécialisées dans la fonderie et la construction mécanique lourde. Ses productions concernent la production de matériels ferroviaires et tramways. Le 1er octobre 1917, la société OM rachète son confrère Züst, constructeur d'automobiles, de camions et d'avions.
C'est en 1918 que la société OM, devenue ainsi constructeur automobile, lance le premier modèle issu de sa propre conception, la voiture OM S 305.
En 1923, le constructeur présente un modèle très novateur, l'OM 665 "Superba", une voiture équipée d'un moteur 6 cylindres de 1,991 cm3, développant 40 chevaux. C'est le premier moteur automobile 6 cylindres de la toute jeune marque qui s'avèrera très robuste, fiable et consommant relativement peu, monté sur un châssis très robuste.
Comme de coutume à l'époque, les carrossiers industriels utilisent les châssis motorisés des constructeurs pour fournir à leurs clients les versions spécifiques qui leur sont commandées. Le châssis de l'OM 665 fut rapidement un des plus utilisés pour une transformation en petit véhicule utilitaire, fourgonnette ou pickup ouvert. Il sera baptisé OM 665 F et disposera de roues jumelées à l'arrière afin de faire homologuer le véhicule avec des charges utiles importantes, atteignant 1,000 kg.
Inspirés par ce châssis hors du commun, les carrossiers se sont aussi intéressés au précédent modèle OM 469, lancé en 1921, et disposant d'un moteur 4 cylindres de 1,496 cm3 développant 30 ch. Cela correspondait à une demande de véhicules utilitaires plus simples et moins onéreux.
Fabriqué à partir de 1923, l'OM 469 F a connu un certain succès mais ne peut être comparé à celui de son principal concurrent au niveau prix, le Fiat 502F, dérivé de la Fiat 502, qui disposait d'une excellente réputation et pouvait transporter une charge utile de 950 kg.
L'OM 469 F sera décliné en de nombreuses versions pour tous usages civils. Il sera fabriqué jusqu'en 1930 et sera remplacé par l'OM 469 F1.

## OM 469 F1 (1930/1)
L'OM 469 F1 a été lancé en 1930 en remplacement de l'OM 469 F. Reposant sur le même châssis, son moteur a vu sa cylindrée passer de 1.496 à 1,570 cm3, ce qui lui a procuré une puissance de 40 ch, comme sur la berline.
Ce modèle, robuste et bien construit, remporta un certain succès commercial en Italie. Sa fabrication prendra fin en 1935, à la suite de la nouvelle orientation stratégique de la société vers les poids lourds avec motorisation diesel. Le rachat de la société OM par son concurrent Fiat en 1933 a certainement été à l'origine de ce revirement. OM a également abandonné la fabrication d'automobiles à cette époque.